# Wladimir Anatoljewitsch Sacharow

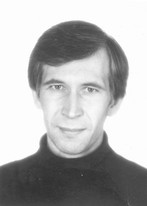
Wladimir Anatoljewitsch Sacharow

Wladimir Anatoljewitsch Sacharow (russisch Владимир Анатольевич Захаров; * 29. Mai 1960 in Charkow) ist ein sowjetisch-russischer Mathematiker, Kybernetiker und Hochschullehrer.

## Leben
Nach dem Besuch der Mittelschule Nr. 6 in Schtscholkowo (Abschluss 1977) studierte Sacharow an der Lomonossow-Universität Moskau (MGU) in der Fakultät für Rechnermathematik und Kybernetik (WMK) mit Abschluss 1982. Es folgte die dreijährige Aspirantur bei Sergei Wsewolodowitsch Jablonski.
1986 verteidigte Sacharow mit Erfolg seine Dissertation über die funktionale Äquivalenz und die äquivalenten Transformationen von Turingmaschinen für die Promotion zum Kandidaten der physikalisch-mathematischen Wissenschaften 1987.
1986 begann Sacharows Arbeit am Lehrstuhl für mathematische Kybernetik der WMK der MGU. Er war zunächst Ingenieur, dann Wissenschaftlicher Mitarbeiter und wurde 1998 zum Dozenten ernannt. 2002 wurde er Leiter des Laboratoriums für mathematische Probleme der Rechnersicherheit. Seine Forschungsarbeiten betrafen die Mathematische Logik, die Theorie der Komplexität des Rechnens, Modelle der Rechnungsverteilung, Formale Sprachen und die mathematischen Grundlagen der Kryptographie. Er entwickelte allgemeine Methoden zur Erstellung effizienter Algorithmen für die Erkennung der Äquivalenz von Programmen, eine Theorie der Approximation von Äquivalenzrelationen für Programmmodelle, Methoden zur Verifikation von Modellen verteilter Programme und Formeln temporaler Logiken und Methoden zur Obfuskation von Programmen.
Seit 2002 arbeitet Sacharow auch im Institut für Systemprogrammierung der Russischen Akademie der Wissenschaften.
2011 verteidigte Sacharow mit Erfolg seine Doktor-Dissertation über Probleme der Äquivalenz von Programmen im Hinblick auf Modelle, Algorithmen und Komplexität für die Promotion zum Doktor der physikalisch-mathematischen Wissenschaften 2012. 2014 wurde er Professor des Lehrstuhls für mathematische Kybernetik der WMK der MGU.